# Коппельмаа
Ко́ппельмаа (эст. Koppelmaa) — деревня на севере Эстонии в волости Сауэ уезда Харьюмаа.  На севере деревня граничит с Рахула, на северо-востоке с Юкснурме и Метсанурме, на востоке с Йыгисоо, на западе с Майдла, на юге с Ээсмяэ. На 2012 год население деревни составляло 100 человек. Старейшина деревни — Янек Типпо.
Граница Коппельмаа с деревнями Рахула и Метсанурме проходит по реке Кейла.

## История
На территории Коппельмаа были обнаружены два культовых камня. Эти объекты представляют археологическую ценность и охраняются государством.

В деревне находится полумыза Коппельмаа и мыза Вооре. Первые упоминания о мызе Вооре датируются 1569 годом. Усадебный комплекс выполнен в стиле барокко.
В 1866 году, во время Эстляндской губернии, на основе земель мызы Вооре была создана волость Коппельмаа-Вооре, которая просуществовала до 1891 и была объединена с волостью Сауэ.
5 декабря 1945 года деревня Коппельмаа вошла в состав сельсовета Йыгисоо, который в 1954 году был объединён с сельсоветами Пяэскюла и Сауэ.

## Население
| 2005 | 2006 | 2007 | 2008 | 2009 | 2010 | 2011 | 2012  |
| ---- | ---- | ---- | ---- | ---- | ---- | ---- | ----- |
| 55   | ↗ 61 | ↗ 68 | ↗ 71 | ↗ 79 | ↘ 76 | ↗ 94 | ↗ 100 |